# Alexei Rikov
Alexei Ivanovich Rykov, em russo Алексей Иванович Рыков (25 de fevereiro de 1881 - 15 de março de 1938) foi um líder bolchevique da União Soviética.

## Biografia
Rykov nasceu em Saratov, de uma família de camponeses.
Em 1889, juntou-se ao Partido Trabalhista Social Democrático Russo (RSDLP), aderindo aos Bolcheviques quando estes se separaram dos Mencheviques, no Congresso de 1903. Na condição de agente bolchevique, em Moscou e São Petersburg, teve um papel ativo na Revolução de 1905.
Com o triunfo da Revolução de 1917, Rykov foi eleito Ministro do Interior e, após a morte de Lenin, tornou-se presidente do Conselho de Comissários do Povo (cargo equivalente a primeiro-ministro).
No exercício dessa função (de 1924 a 1929), colaborou com Stalin para derrotar e expulsar a Oposição de Esquerda, mas acabou sendo deposto por dirigir a Oposição de Direita, com Nikolai Bukharin.
Incluído entre os réus dos Processos de Moscou, foi condenado e executado no campo de fuzilamento de Kommunarka.